# Dolmen de La Lue
Le dolmen de La Lue ou dolmen de Lalue est un dolmen situé  sur la commune de Berneuil, dans le département français de la Haute-Vienne en France.

## Historique
Le dolmen est inscrit au titre des monuments historiques le 4 octobre 1982. 

## Description
Le dolmen était en ruine avant sa fouille en 1985. La table de couverture a été brisée en deux parties, la plus grande mesure 4,19 m de longueur sur 3,50 m et la plus petite 3,80 m sur 1,78 m. Les deux supports mesurent respectivement 1,34 m et 1,15 m de longueur. La chambre funéraire était probablement piriforme. Le tumulus a complètement disparu.

## Matériel archéologique
Il a été fouillé en 1985 mais des fouilles clandestines anciennes avaient totalement bouleversé le contenu de la chambre. Le matériel archéologique découvert est pauvre : une armature de flèche à tranchant transversal, quatre armatures à pédoncule et ailerons et de petits tessons de céramique dont certains décorés d'incisions ou d'impressions digitales. Le petit matériel archéologique découvert sur site, attribué à l'Artenacien, ne correspond pas à la date de construction probable de l'édifice.